# Мухамед Махфуз ел Арди
Мухамед Махфуз ел Арди је омански бизнисмен и бивши војни командант. Он је тренутно извршни председник компаније Investcorp, председник Народне банке Омана и био је најмлађи командант Краљевског ваздухопловства Омана, пошто се придружио као борбени пилот, и најдуже је био на тој позицији.

## Порекло и детињство
Ел Арди је рођен у Суру, Оман. Његов отац је био шеф регионалне царинарнице. Због захтева очеве каријере, породица ел Арди се селила неколико пута током Мухамедове младости у различите делове западног Омана. На крају се породица преселила у Ел Батану и коначно у Мускат, где је Мухамед уписао средњу школу.
Његово детињство је било тешко, не само за његову породицу, већ за Оман у целини. Људи су већином живели без воде и струје у том периоду. Дофарски рат, сукоб који се на крају претворио у најдужи оружани сукоб у историји Арабијског полуострва (1965-1975), последњи британски колонијални рат у региону, додатно је погоршала проблеме у Оману. Није било неуобичајено да цивили постану жртве политичког и војног сукоба. Породица Ел Арди није била изузетак. Током 1968. и 1969. године, њихове куће у ел Асваду бомбардовали су револуционари. Владине институције, укључујући канцеларију његовог оца, често су нападане. Његов отац је једва избегао смрт током бомбардовања, када је напустио свој посао.

Обликован искуствима своје земље и породице, Мухамед ел Арди је још као млад био укључен у државни сектор. Његов отац је одиграо кључну улогу у овој фази, подстичући свог сина да стажира у Влади, уместо да похађа летње кампове, тренира спортове, или иде на путовања. Ел Арди је кратко радио као приправник у Министарству нафте и гаса и на двору султана Омана пре него што је ступио у редове Краљевског ваздухопловства са 17 година.

## Књижевна дела
Мухамед ел Арди је аутор две књиге: „Арапи на југу” и „Бисери из Арабије”. „Арапи на југу” је роман о арапском новинару који са својом породицом одлази на одмор на Нови Зеланд, истражује културни јаз између Арапа и Запада, и на крају тражи светлију будућност у миру и помирењу. „Бисери из Арабије” је збирка афоризама посланика Мухамеда који настоје да воде и инспиришу читаоца ка животу у једноставности и врлинама.
Мухамед ел Арди редовно држи предавања о међународној трговини, некретнинама, туризму, односу између Блиског истока и Запада, сигурности Персијског залива и другим темама.
Примери Ел Ардијевих политичких доприноса укључују:
- Шта Ел Сиси мора допринети у Египту[4]
- Иранска нуклеарна дипломатија: Одговор из Омана[5]
- Арапски регион има ресурсе, али остаје изазов[6]

Мухамед ел Арди такође објављује своје текстове на свом званичном блогу.

## Породични живот и хоби
Ел Арди се попео на највиши врх Африке, Килиманџаро. Тренутно живи у Мускату, Оман, са супругом, три ћерке и два сина.